# エヌグ州

エヌグ州
州の愛称: 炭坑都市州

¹ 予備調査

エヌグ州 (エヌグしゅう、Enugu State) は、ナイジェリア南東部の州である。州都はエヌグ。1991年に旧アナンブラ州の東部が分割され設置された。主要都市はエヌグとンスッカ。

## 地理
エヌグ州は旧東部州の中心地であった。北西にコギ州、北東にベヌエ州、東にエボニ州、南東にアビア州、南西にイモ州と接する。エヌグは主要港のポートハーコート、ワリ、カラバルの何れとも車で約2時間半で、商業都市のオニチャから1時間、アバから2時間である。アブジャへは5時間、ラゴスへは7時間である。
南部は半熱帯雨林で、北部は次第にサバンナとなる。南北に小高い丘が連なり、主な川はアダダ川とオジ川である。
気温は11月の20℃から2月の36℃で、降水量は2月が少なく1.6mm、7月が多く357mmである。

## 歴史
エヌグとはイボ語で丘の上の意味である。1909年に銀の探査にやってきたイギリスの鉱山技師キクソンがウディ尾根で石炭を見つけ、植民地総督のフレデリック・ルガードがこれに強い関心を示し1912年にはポートハーコートまで鉄道が敷かれボニー川等も経由して1914年までに最初の石炭がイギリスへ運び出された。1917年に町が開かれ、ジョン・ホルトやキングスウェイ商会、英領西アフリカ銀行、連合アフリカ会社等がやってきて、南部ナイジェリアの植民地支配の中心地となった。1940年代のエヌグ炭坑の蜂起はアバ女性蜂起と共にナイジェリア独立運動の一つの始まりと看做されている。
ジョージア調建築物の並ぶ旧白人居留地は今も政府居留地 (Government Reserved Area, GRA) と呼ばれる。
南部ナイジェリアの首都から東部州の首都とされ、1967年東部州が分割されて東部中央州となり、1976年に南北に分割され、更に東西に分割された。1996年には旧アビア州北部と旧エヌグ州東部からエボニ州が設置された。

## 行政
2008年現在の知事は前知事チマロケ・ンナマニ時代の州法務長官であったサリバン・チメである。

### 地方行政区
エヌグ州には17の地方行政区 (LGA) が置かれている。
| - アニンリ - アウグ - 東エヌグ - 北エヌグ - 南エヌグ - エゼアグ - イボ＝エティティ - 北イボ＝エゼ - 南イボ＝エゼ | - イシ＝ウゾ - 東ンカヌ - 西ンカヌ - ンスッカ - オジ川 - ウデヌ - ウディ - ウゾ＝ウワニ |

## 経済
農業が中心だが商業 (18.8%) サービス業 (12.9%) も盛んである。

### 電力
電力供給は安定している。オジ川には水力発電所がある。国営電力公社 (NEPA) は民営化が提案されている。エヌグ州政府は民営化された場合のオジ発電所への投資拡大に向けて準備している。

### 教育
エヌグ州の全てのコミュニティには初等中等学校がある。
ナイジェリアの最初の独自の大学はンスッカのナイジェリア大学 (UNN) である。エヌグ州立科学技術大学、経営技術大学 (IMT)、エヌグ教育技術大学、カリタス大学、ルネサンス大学、救世主科学技術大学、連邦教育大学などもある。コンピュータ学校や訓練校等もエヌグとンスッカに集中している。

### 医療
ナイジェリア大学研修病院 (UNTH) 、エヌグ大学研修病院等、医療機関が多い。

## 民族構成
エヌグ州は人口約320万人でうち95%がイボ人である。その他ではイガラ族が多い。

## 脚註
1. ↑  Pade Badru, "Imperialism and Ethnic Politics in Nigeria, 1960-1996", Africa World Press, 1998, ISBN 0865436045.

座標: 北緯6度30分 東経7度30分 / 北緯6.500度 東経7.500度